# Eta Serpentis
Eta Serpentis (Donghai, Tung Hae, 58 Serpentis) é uma estrela na direção da constelação de Serpens. Possui uma ascensão reta de 18h 21m 18.92s e uma declinação de −02° 53′ 49.6″. Sua magnitude aparente é igual a 3.23. Considerando sua distância de 62 anos-luz em relação à Terra, sua magnitude absoluta é igual a 1.84. Pertence à classe espectral K0III-IV.